# Paratrichius tigris
Paratrichius tigris är en skalbaggsart som beskrevs av Iwase 1996. Paratrichius tigris ingår i släktet Paratrichius och familjen Cetoniidae. Inga underarter finns listade i Catalogue of Life.